# Heinemannia
Heinemannia is een geslacht van vlinders van de familie grasmineermotten (Elachistidae).

## Soorten
- H. albidorsella (Staudinger, 1877)
- H. festivella

Pandamot (Denis & Schiffermüller, 1775)
- H. laspeyrella (Hübner, 1796)